# Scaptognathus bassianus
Scaptognathus bassianus is een mijtensoort uit de familie van de Halacaridae. De wetenschappelijke naam van de soort is voor het eerst geldig gepubliceerd in 1994 door Abé & Green.